# 任亨泰

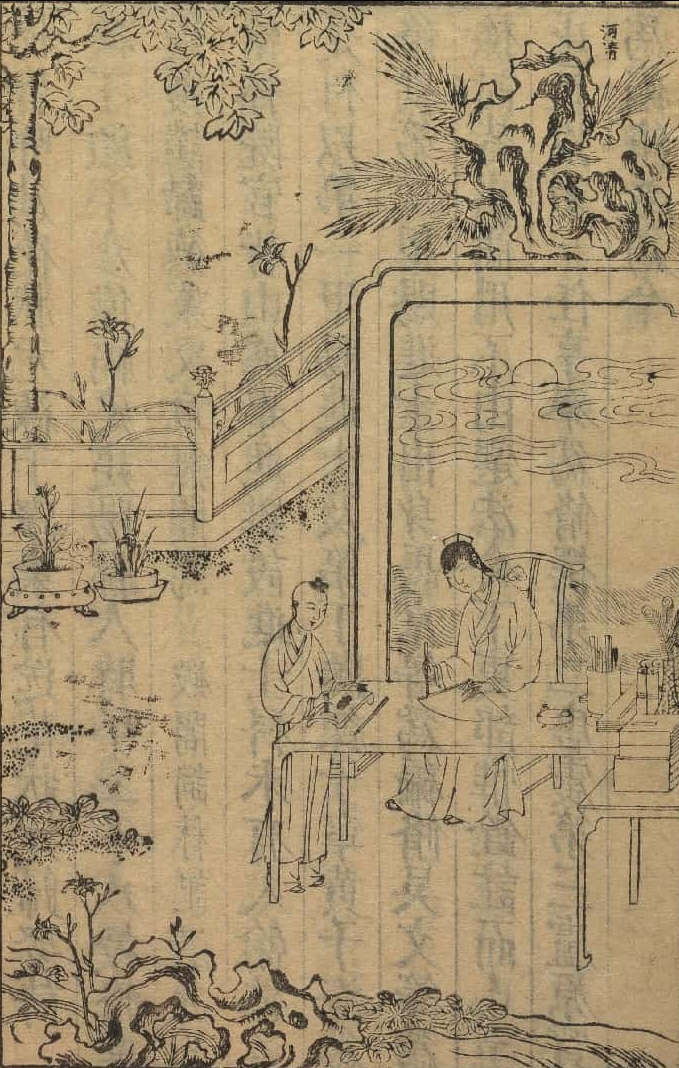
任亨泰

任 亨泰（じん こうたい、生没年不詳）は、明代の官僚。字は古雍。本貫は襄陽府襄陽県。

## 生涯
1388年（洪武21年）、進士に及第し、首席の成績を挙げて状元となった。翰林院修撰に任じられた。1392年（洪武25年）、詹事府少詹事・兼修撰となった。1394年（洪武27年）5月、礼部尚書に任じられた。1395年（洪武28年）、秦王朱樉が死去し、喪礼について定めるよう洪武帝の詔が下ると、亨泰は輟朝一日とするよう意見した。世子襲爵の礼について定めた。8月、龍州の趙宗寿が討伐されることになり、亨泰は厳震直とともにベトナム陳朝への使節をつとめた。1396年（洪武29年）2月、帰国した。ベトナムの非公式の市場で購入した南方の人を下僕としたことから、監察御史に降格された。ほどなく思明府土官が陳朝と境界争いを起こすと、亨泰はその責任を問われて免官された。著書に『遺稿』2巻があった。

## 人物・逸話
- 亨泰が礼部尚書だったとき、日照県の民の江伯児が母の病のためにその3歳になる子を殺して泰山を祀った。役人がこのことを奏聞した。洪武帝はその倫理にそむいた行為に怒り、江伯児に杖罰100を加え、海南島の兵役につかせた。洪武帝は亨泰に命じて孝行の事例について顕彰する基準を定めさせることにした。亨泰は「人の子が親に孝事するには、同居して親を敬愛し、養って親を楽しませ、親に病があれば医薬に気を配るものです。氷に臥し自分の股を割いてその肉を薬とするのは、孝行として普通のことではありません。股を割くのみならず、自分の肝を割いて薬とし、肝を割くのみならず、子を殺めてしまうにいたっては、道を違えて生を傷つけること、これより極端なものはありません。宗祠を祀る者がいなくなるのが不孝の最大のものであり、厳に戒められ諭されるべき行いです。もし愚昧無知にも再びそのようなことが報告されましたら、顕彰する例となさいませんように」と意見した。洪武帝はこれをよしとした。